# Le Theil (Allier)
Theil – miejscowość i gmina we Francji, w regionie Owernia-Rodan-Alpy, w departamencie Allier.

## Demografia
Według danych na rok 1990 gminę zamieszkiwało 456 osób, a gęstość zaludnienia wynosiła 16 osób/km². W styczniu 2015 r. Theil zamieszkiwało 410 osób, przy gęstości zaludnienia wynoszącej 14,4 osób/km².